# Bunnik
Bunnik é uma cidade e município na província neerlandesa de Utreque. Situa-se a oito quilómetros da cidade de Utreque, capital do estado e a quatro quilómetros da cidade de Zeist.

## Informações gerais
- A linha de trem Urecht/Arnhem passa pela cidade.
- A fortaleza "Rhijnauwen" é um ponto touristico interessant além do parque "Nienhof" qual é protegido pelo Governo. Muitos animais silvestres.
- A prefeitura de Bunnik tem se esforçado em manter a natureza de jeito como é e era. Por exemplo:

as canteiras do Rio Kromme Rijn foram retiradas para dar de volta ao rio e à natureza a possibilidade de desenvolvimento natural. Teve um resultado positivo: a volta de muitos animais protegidos como patos, gansos e outros aves que podem construir um ninho em um habitat natural. Além disso o crescimento de plantas e árvores, antigamente extintos da área.